# Angelo Genocchi
Angelo Genocchi (1817-1889) va ser un matemàtic italià.

## Vida i Obra
Tot i haver estat un estudiant destacat de matemàtiques durant els seus estudis secundaris, Genocchi va estudiar la carrera de lleis a la Facultat de Dret que hi havia a Piacenza després d'haver estat transferida des de Parma arrel dels motins de 1831. Es va graduar el 1838 i el 1840 va començar a exercir com advocat.
El 1845 és nomenat professor adjunt de la Facultat de Lleis i l'any següent catedràtic d'Institucions Civils. Però els fets revolucionaris de 1848 estroncaran la seva carrera d'advocat de províncies. Emigra a Torí i es posa a estudiar matemàtiques. El 1851 publica el seu primer article sobre teoria de nombres, una especialitat poc estudiada a la universitat torinesa.
El 1857 obté per oposició el lloc de suplent de la càtedra d'àlgebra i geometria, i després de successius canvis, arriba a catedràtic d'anàlisi infinitesimal el 1865, càrrec que exercitarà fins a la seva mort. En els últims anys tindrà com assistent a Giuseppe Peano amb qui publicarà el 1884, i després d'una forta polèmica entre mestre i deixeble, un tractat de càlcul diferencial i integral que va tenir molta influència en la matemàtica italiana posterior.
Genocchi va ser nomenat senador del regne d'Itàlia el 1886 i va ser membre de l'Acadèmia Torinesa de les Ciències (que va presidir els darrers anys de la seva vida) i de l'Accademia Nazionale dei Lincei.